# John Laidlaw (Fußballspieler, 1936)
John Laidlaw (* 5. Juli 1936 in Aldershot) ist ein ehemaliger schottischer Fußballspieler.

## Karriere
Laidlaw spielte Mitte der 1950er Jahre im schottischen Junior Football für Easthouses Lily, ein Team aus Midlothian. Im Juni 1957 wurde er vom englischen Drittligisten Colchester United verpflichtet, in den Jahren zuvor waren bereits Sammy McLeod und Bobby Hill ebenfalls von Easthouses zu Colchester gewechselt. Bereits kurze Zeit später begann Laidlaw mit der Ableistung seines Militärdienstes bei den Royal Scots, den Großteil seiner Dienstzeit war er in Westdeutschland stationiert, sodass er erst Ende der Saison 1958/59 sein Debüt in Colchesters Reserveteam gab. Anfang September 1959 fiel in der ersten Mannschaft der bisherige Mannschaftskapitän und rechte Verteidiger des Teams, George Fisher, verletzungsbedingt aus und Laidlow kam gegen den FC Southampton zu seinem Debüt in der Football League Third Division. 
Laidlaw gab seinen Platz im Team im weiteren Saisonverlauf nicht mehr ab, bestritt neben 39 Ligapartien auch ein Spiel im FA Cup und bildete dabei mit John Fowler vor Torhüter Percy Ames das Verteidigerpaar, im Rückspiel gegen Southampton gelang ihm bei einem 1:1-Unentschieden sein einziges Saisontor. Auch zu Beginn der folgenden Saison 1960/61 gehörte Laidlaw zur Stammmannschaft, musste sich nach dem zweiten Spieltag gegen Grimsby Town aber einer Meniskusoperation unterziehen, die für einen mehrmonatigen Ausfall sorgte. Laidlaw blieb nach seiner Genesung auf Einsätze im Reserveteam beschränkt, die Rückkehr in den Profifußball gelang nicht mehr. Während Colchester als Tabellenneunter der Vorsaison am Saisonende auf Tabellenplatz 23 stehend in die Fourth Division absteigen musste, verließ Laidlaw den Klub und schloss sich im Sommer 1961 dem in der Southern League spielenden Klub Clacton Town an. Er wurde im nahegelegenen Wivenhoe sesshaft und verdiente seinen Lebensunterhalt bei Colchester Lathe, einem Drehmaschinenhersteller, und als Wachmann bei der University of Essex.